# PLUS (partia)
Partia Wolności, Jedności i Solidarności (rum. Partidul Libertate, Unitate și Solidaritate, PLUS) – rumuńska partia polityczna o profilu socjalliberalnym, działająca w latach 2018–2021, określana jako formacja centrowa lub centroprawicowa.

## Historia
W marcu 2018 były komisarz europejski i były premier Dacian Cioloș zapowiedział powrót do aktywności politycznej. Ogłosił wówczas powołanie ugrupowania pod nazwą Mişcarea România Împreună. Rejestracja partii napotkała jednak problemy. W międzyczasie została natomiast zarejestrowana formacja PLUS, którą w grudniu 2018 ogłoszono jako oficjalną inicjatywę byłego premiera. W styczniu 2019 na pierwszej konwencji Dacian Cioloș został wybrany na przewodniczącego tego ugrupowania.
Przed wyborami europejskimi z maja 2019 partia podpisała porozumienie ze Związkiem Zbawienia Rumunii. W głosowaniu wspólna lista pod nazwą Alianța 2020 USR-PLUS zajęła trzecie miejsce, otrzymując 22,4% głosów i 8 mandatów w PE IX kadencji, z których 4 przypadły ugrupowaniu byłego premiera.
Partia kontynuowała współpracę z USR także w kolejnych wyborach. W wyborach parlamentarnych w 2020 wspólna lista otrzymała 15,4% głosów do Izby Deputowanych (55 mandatów) oraz 15,9% głosów do Senatu (25 mandatów).
W grudniu 2020 obie partie koalicyjne USR i PLUS zawarły porozumienie z ugrupowaniami PNL i UDMR, współtworząc rząd Florina Cîțu. W sierpniu 2020 partie USR i PLUS podjęły decyzję o połączeniu, do którego doszło ostatecznie w kwietniu 2021, gdy sąd zatwierdził fuzję i powołanie wspólnego ugrupowania USR PLUS (które następnie powróciło do nazwy Związek Zbawienia Rumunii).